# Young Americans (série télévisée)
Pour les articles homonymes, voir Young Americans.
Young Americans est une série télévisée américaine en huit épisodes de 43 minutes, créée par Steve Antin et diffusée du 12 juillet au 30 août 2000 sur le réseau The WB.
En France, la série a été diffusée du 22 juillet au 9 septembre 2001 sur M6 et rediffusée du 31 décembre 2005 au 7 janvier 2006 sur Téva. Elle reste inédite dans les autres pays francophones.

## Synopsis
Will Krudski, lycéen d'une famille désargentée, obtient une bourse pour étudier pendant l'été dans l'école privée située près de la ville, la Rowley Academy. Pendant ces deux mois, il va se faire des amis parmi les autres élèves, mais aussi, se confronter à ses amis habituels comme la jeune Bella qui doit aider son père à faire tourner la station-service familiale ou encore son meilleur ami, Sean.
Parmi les autres élèves, Hamilton, le fils du directeur, découvre qu'il éprouve des sentiments pour un autre élève, Jake, une fille se faisant passer pour un garçon afin de provoquer sa mère. Ce travestissement va également engendrer quelques problèmes dans le groupe d'amis.

## Distribution

### Acteurs principaux
- Rodney Scott (en) (VF : Sébastien Desjours) : William « Will » Krudski
- Mark Famiglietti (VF : Bruno Choël) : Scout Calhoun
- Katherine Moennig (VF : Julie Dumas) : Jacqueline « Jake » Pratt
- Ian Somerhalder (VF : Jérôme Pauwels) : Hamilton Fleming
- Kate Bosworth (VF : Chloé Berthier) : Bella Banks
- Ed Quinn (VF : Philippe Vincent) : Finn

### Acteurs récurrents
- Matt Czuchry (VF : Alexis Victor) : Sean McGrail
- Deborah Hazlett (VF : Sylvie Feit) : Susan Krudski
- Gabrielle Christian (VF : Deborah Tanugi) : Grace Banks
- Charlie Hunnam (VF : Michel Ré) : Gregor Ryder
- Michelle Monaghan (VF : Carole Agostini) : Caroline Busse
- Kathleen Bridget Kelly (VF : Marie-Martine Bisson) : Kate Fleming
- Cyndi Johnson (VF : Hélène Bizot) : Paige Bennett

 Source et légende : version française (VF) sur RS Doublage

## Épisodes
| no | Titre                               | Réalisation             | Scénario                   | Première diffusion États-Unis | Première diffusion France |
| -- | ----------------------------------- | ----------------------- | -------------------------- | ----------------------------- | ------------------------- |
| 1  | Secrets The Beginning               | James Whitmore, Jr.     | Steve Antin                | 12 juillet 2000               | 22 juillet 2001           |
| 2  | Différences Our Town                | James Whitmore, Jr.     | Steve Antin                | 19 juillet 2000               | 29 juillet 2001           |
| 3  | Jalousie Kiss and Tell              | Perry Lang (en)         | Kerry Ehrin (en)           | 26 juillet 2000               | 5 août 2001               |
| 4  | Révélations Cinderbella             | James Whitmore, Jr.     | Anne McGrail               | 2 août 2000                   | 12 août 2001              |
| 5  | Apparences Winning Isn't Everything | Mel Damski              | Andi Bushell Jim Praytor   | 9 août 2000                   | 19 août 2001              |
| 6  | Confusion Gone                      | James Whitmore, Jr.     | Laura Wolner Greg Berlanti | 16 août 2000                  | 26 août 2001              |
| 7  | Sentiments Free Will                | Robert M. Williams, Jr. | Ellen Byron Lissa Kapstrom | 23 août 2000                  | 2 septembre 2001          |
| 8  | Amitié Will Bella Scout Her Mom?    | James Whitmore, Jr.     | Steve Antin Joe Voci       | 30 août 2000                  | 9 septembre 2001          |

## Commentaires
Young Americans est une série dérivée de Dawson dans laquelle le personnage de Will Krudski apparaissait comme un des amis d'enfance de Pacey.
Dans le pilote, Jeremy Sisto jouait originellement le rôle de Finn. Mais l'acteur a obtenu le rôle principal du téléfilm Jésus et il fut remplacé par Ed Quinn.
La série dura huit épisodes et fut diffusée un été. Une des causes évoquées pour son annulation fut le rejet de la série par le public des chaînes locales du réseau de WB dans le middle-west. Ils n'auraient pas accepté que des élèves passent plus de temps dans leurs histoires de cœur que dans les études, ainsi que l'intrigue entre Hamilton et Jake évoquant par quiproquo une relation homosexuelle. Pourtant, ces deux traits des relations entre adolescents et de l'humour par le quiproquo avaient fait le succès de Dawson.